# Dystasia variegata
Dystasia variegata är en skalbaggsart som beskrevs av Fisher 1936. Dystasia variegata ingår i släktet Dystasia och familjen långhorningar. Inga underarter finns listade i Catalogue of Life.